# Dagon calena
Dagon calena är en fjärilsart som beskrevs av Carl Heinrich Hopffer 1874. Dagon calena ingår i släktet Dagon och familjen praktfjärilar. Inga underarter finns listade i Catalogue of Life.